# Strategická analýza
Hlavní funkcí strategické analýzy je vymezit celkový výnosový potenciál oceňovaného podniku, který je závislý na vnějším a vnitřním potenciálu, kterým podnik disponuje. Podnik analyzuje své okolí z důvodu zjištění pozice v prostředí ve kterém působí, zajištění efektivní reakce na neustále změny v okolí a vytvoření silné základny pro své strategické aktivity.
Strategická analýza má za cíl identifikovat, analyzovat a ohodnotit všechny relevantní faktory, o kterých lze předpokládat, že budou mít vliv na konečnou volbu cílů a strategie podniku.

## Typy okolí podniku
Okolí můžeme členit na vnější a vnitřní (interní). Vnější okolí se dále člení na obecné prostředí – makroprostředí a oborové prostředí – mikroprostředí. Do obecného prostřední řadíme: ekonomické, politické, technologické, ekologické, sociální a legislativní faktory. Oborové okolí podniku je tvořeno: sílou dodavatelů, rivalitou v oboru, hrozbou vstupu nových firem, sílou odběratelů a hrozbou substitutů. Interní prostředí se skládá z kultury, zdrojů, struktury apod.

### Analýza okolí podniku
Pro jednotlivé typy prostředí je možné využít následujících metod strategické analýzy. Pro analýzu makrookolí je vhodné PESTLE analýzu nebo analýzu typů prostředí. Mikrookolí můžeme analyzovat Porterovým modelem pěti konkurenčních sil, analýzou odvětví, konkurence, zákazníků, dodavatelů či stakeholdes. Vnitřní prostředí z hlediska produktu můžeme využít analýzu BCG, z hlediska vnitřních zdrojů to je analýza 7S, marketingová strategie 4P či analýza vnitřních zdrojů. Komplexní strategickou analýzu představuje SWOT analýza a SPACE analýza.

## Analýza vnějšího prostředí
Analýza vnějšího prostředí by se měla zaměřovat především na odhalení vývojových trendů působících v tomto prostředí, které mohou podnik v budoucnosti významně ovlivňovat. Vnější okolí se skládá z makrookolí a mikrookolí. Makroprostředí představuje celkový politický, sociální, ekonomický a technologický rámec, ve kterém se podnik pohybuje. Mikroprostředí je představeno odvětvím, ve kterém se podnik pohybuje.
PESTLE analýza

K analýze makrookolí se nejprve používala PEST analýza – politicko-legislativní, ekonomické, sociálně-demografické a technicko-technologické faktory. Postupem času se okruh zkoumání makroprostředí rozšířil na PESTLE analýzu – politické, ekonomické, sociálně-demografické, technicko-technologické, legislativní a environmentální faktory. Dále se můžeme setkat s analýzou PESTLIED, STEEPLE či SLEPT.
Pomocí PESTLE metody se analyzují faktory vnějšího prostředí, které by mohly znamenat budoucí příležitosti či hrozby pro oceňovaný podnik. Jde o tyto následující faktory:
- Politické,
- Ekonomické,
- Sociální faktory,
- Technologické,
- Legislativní,
- Environmentální.

Porterův model pěti konkurenčních sil

Model si klade za cíl umožnit jasně pochopit síly, které působí v konkurenčním prostředí, a identifikovat, které z nich jsou pro podnik z hlediska budoucího vývoje nejvýznamnější a které může management strategickými rozhodnutími ovlivnit. Aby podnik dosáhl úspěchu musí tyto síly rozpoznat, vyrovnat se s nimi, reagovat na ně, a pokud to možné, tak změnit jejich působení ve svůj prospěch. Jedná se o těchto pět základních činitelů:
- vyjednávací síla zákazníků,
- vyjednávací síla dodavatelů,
- hrozba vstupu nových konkurentů,
- hrozba substitutů,
- rivalita firem působících na daném trhu.

Pokud mají zákazníci velkou vyjednávací sílu, není trh atraktivní, neboť se snaží snižovat ceny, zvyšovat kvalitu apod. a tím se snižuje zisk podniku. Vyjednávací síla dodavatelů roste, pokud poskytují jedinečné výrobky. Mohou si tak dovolit zvýšit ceny, nebo snížit kvalitu, odvětví je v tomto případě neatraktivní. Ohrožení v případě vstupu nových konkurentů závisí především na vstupních bariérách, což mohou být úspory z rozsahu, kapitálová náročnost vstupu apod. S rostoucími bariérami vstupu a klesajícími bariérami výstupu, roste atraktivita trhu, neboť je obtížné na trh vstoupit a neúspěšné firmy ho mohou bez problémů opustit. Substitut je produkt, který slouží k podobnému nebo stejnému účelu. Pokud existuje reální nebo potenciální hrozba substitutů, atraktivita odvětví se snižuje. Odvětví není přitažliví ani v případě, že na něm již působí velké množství silných konkurentů. Rivalita podniků se zvyšuje v případě stagnace odvětví.

## Analýza vnitřního prostředí
Podstatou analýzy vnitřního okolí podniku je objektivně zhodnotit současné postavení firmy. Jedná se o snahu identifikovat, v čem firma vyniká a naopak, co je její slabou stránkou. Analýzou vnitřních zdrojů se rozumí snaha odhadnout, jaké zdroje a jaký objem máme k dispozici a jakým způsobem lze s danými zdroji pracovat, přičemž zdroji podniku se rozumí takové prostředky, které tvoří vstupy do výroby zboží nebo služeb. Do těchto zdrojů se zahrnují pracovníci, finanční prostředky apod. Důležitým aktivem podniku jsou znalosti a dovednosti pracovníků a manažerů a schopnost podniku využít tyto znalosti v jeho prospěch.
Model „7S“ firmy McKinsey

7S model je pomůckou k odhalení tzv. klíčových faktorů úspěchu. Na každou organizaci je nutné pohlížet jako na množinu sedmi základních faktorů, které se vzájemně podmiňují a ovlivňují. Především soulad těchto faktorů zajišťuje úspěch podniku:
- strategie,
- struktura,
- systémy řízení,
- styl manažerské práce,
- spolupracovníci,
- schopnosti,
- sdílené hodnoty.

## SWOT analýza
Je to přístup, který posuzuje vnitřní a vnější okolí příslušného podniku. SWOT je zkratka čtyř kategorií faktorů okolí: S – silné stránky (Strong), W – slabé stránky (Weakennes), O – příležitosti (Opportunities) a T – hrozby (Threats). Silné a slabé stránky představují vnitřní okolí, zatímco příležitosti a hrozby zastupují okolí vnější. Cílem SWOT analýzy není zpracovat pouze seznam potencionálních příležitostí a hrozeb a silných a slabých stránek, je to především idea hluboce strukturované analýzy poskytující užitečné poznatky.